# Unió de Joventuts Antifeixistes
Unió de Joventuts Antifeixistes (UJA) Fou un dels primers grups de resistència antifranquista a Catalunya. Va ser creat a primers de febrer de 1939 per un grup de joves -alguns menors d'edat- de Santa Coloma de Gramanet (Barcelonès) quan faltaven dos mesos per l'acabament de la Guerra Civil Espanyola.

## Origen
Després de tres anys de guerra, el 26 de gener de 1939 les tropes de l'exèrcit franquista ocupaven Barcelona i l'endemà arribaven a Gramanet del Besòs (així s'anomenava Santa Coloma durant la República) on Epifanio García Murcia i uns quants militants de les Joventuts Llibertàries acabats de tornar del front, creien que encara hi havia possibilitats d'organitzar un focus de resistència.
A principis de febrer els que no havien marxat a l'exili van decidir crear un grup de lluita que s'autodenominà: Unió de Joventuts Antifeixistes (UJA) obert a qualsevol persona amb ideals republicans i d'esquerres.
A iniciativa de Manuel Campey Pueyo, Miquel Colás Tamborero, Joaquim Miquel Montes, Antoni Asensio Forza i Vicens Abad Lara, van iniciar contactes amb Bernabé Garcia Valero i Jesús Cárceles Tomás i altres joves llibertaris de Sant Adrià del Besòs, planificant accions desestabilitzadores en un radi d'acció que comprenia els següents territoris:
Sector A: Santa Coloma de Gramanet, B: Sant Adrià del Besòs, C: Sant Andreu, D: Badalona, E: El Clot, F: Barcelona, G: Montcada, H: Cerdanyola, I: Ripollet, J: Montgat, i K: Mataró. A cada un d'ells havia de funcionar un Consell Local responsable de les accions a realitzar, i per sobre de tots un Consell Superior, màxim òrgan directiu. (Malgrat això, només va estar operatiu el grup de Santa Coloma i Sant Adrià)
Els objectius de la UJA anaven des de l'elaboració i difusió de pamflets antifeixistes, fins a la programació i execució de sabotatges a infraestructures (tot i que no en van arribar a fer cap) i com a màxima prioritat ajudar econòmicament els exiliats, els represaliats i llurs famílies en situació desesperada.
Per aconseguir finançament es preveia actuar sobre persones de reconeguda afinitat amb el Règim Franquista a les quals s'havien d'expropiar els diners per distribuir-los entre els més necessitats. Les poques armes de què disposaven les tenien amagades en un camp de Sant Adrià, i alguns guardaven fusells de la guerra civil a casa seva.
En les setmanes i mesos següents es van adherir diversos simpatitzants fins a constituir un grup de 21 membres amb edats que oscil·laven entre els 15 i els 23 anys. La única dona era la sindicalista Julia Romera Yáñez que s'incorporà a principis de maig i feia les funcions de tresorera.

## Denúncia
A finals de maig hi va haver una denúncia i la Guàrdia Civil va detenir alguns activistes que foren durament interrogats i torturats. Es van practicar registres i se'ls va ocupar una màquina d'escriure, cinc fusells, tres rifles i una granada de mà. Progressivament van caure els 21 integrants del grup i 7 persones més que constaven com amics o simpatitzants.

## Judici
El mes de juny el Jutjat Militar Eventual de Badalona va iniciar un Procediment Sumaríssim que culminà el 2 de gener de 1940 quan el Consell de Guerra permanent especial, que els qualificava de delinqüents comuns, fallà la sentència que fou d'una gran duresa:

### Pena de mort
Manuel Campey Pueyo, Bernabé García Valero, Enrique Vilella Trepat, Jesús Cárceles García i Joaquin Miquel Montes. Finalment només es va executar Manuel Campey Pueyo, essent els altres commutats a reclusió perpètua. (Joaquim Miquel Montes aconseguí fugir el 1943)

### Presó perpètua
Antoni Beltran Gómez, Joaquim Campey Pueyo, Antoni Beltran Gómez, Miquel Colás Tamborero, Ernesto Sánchez Montes, Juan Ballesteros Romá, Miquel Planas Mateo i Julia Romera Yáñez (que morí a causa de les tortures i la tuberculosi a la Presó de dones de les Corts el 1941)

### 20 anys de presó
Vicente Abad Lara i Antoni Asensio Forza.

### 15 anys de presó
Amadeo Prats Mallarín, Pedro Gómez Segado,Justo Álvarez Álvarez i Antonio Fernández Vallet.

### 6 anys de presó
Vicente Abad Piqué, Feliu Campeny Buenaventura.

### Absolució
Josep Catalán, Fernando Villanueva i Manuel Abad, per tenir menys de 16 anys van ser posats a disposició del tribunal de menors. Vicente Lara Pérez, Mercedes Lara Pérez, Mª Lluïsa Pueyo Brualla i Conxita Vazquez Agulló, van ser considerats aliens al cas.

## Memòria històrica
L'UJA fou un efímer intent de resistència sorgida en el context d'una Catalunya vençuda, només comprensible per l'idealisme i la temeritat d'uns joves que no van acceptar el triomf del feixisme. La duríssima repressió de la dictadura els va esborrar ben aviat de la memòria col·lectiva.
El Grup d'Estudis Històrics José Berruezo i l'Ajuntament de Santa Coloma han impulsat projectes encaminats a recuperar les pàgines silenciades de la història. S'han publicat diversos llibres i estudis i el 2017 es dedicà un carrer a la militant de la UJA Julia Romera Yáñez.